# Scarus viridifucatus
Scarus viridifucatus és una espècie de peix de la família dels escàrids i de l'ordre dels perciformes.

## Morfologia
Els mascles poden assolir els 45 cm de longitud total.

## Distribució geogràfica
Es troba a l'Àfrica oriental, Madagascar, les Seychelles, Maldives, Tailàndia (Província de Phuket) i Indonèsia (Bali i Sulawesi).